# Liberal Party (Filipijnen)
De Liberal Party (Filipijns: Partido Liberal ng Pilipinas) is een liberale politieke partij in de Filipijnen. De partij werd in 1945 opgericht als afsplitsing van de Nacionalista Party en is daarmee de op een na oudste bestaande politieke partij van het land. De ideologie van de Liberal Party lijkt sterk op die van de Democratische Partij in de Verenigde Staten.
Bekende leiders van deze partij in het verleden waren de voormalige presidenten Manuel Roxas, Elpidio Quirino, Diosdado Macapagal en de bekende senator en oppositieleider ten tijde van Ferdinand Marcos, Benigno Aquino jr.
Sinds de verkiezingen van 2010 heeft de partij 4 zetels van de 24 zetels in de Filipijnse Senaat en 89 van de 286 in het Filipijnse Huis van Afgevaardigden

## Lijst van partijleiders
- Manuel Roxas (1946-1948)
- Elpidio Quirino (1948-1950)
- Eugenio Perez (1950-1957)
- Diosdado Macapagal (1957-1961)
- Ferdinand Marcos (1961-1964)
- Diosdado Macapagal (1964-1965)
- Cornelio Villareal (1964-1969)
- Gerardo Roxas (1969-1982)
- Jovito Salonga (1982-1993)
- Wigberto Tañada (1993-1994)
- Raul Daza (1994-1999)
- Florencio Abad (1999-2004)
- Joseph Emilio Abaya (2012-2016)
- Francis Pangilinan (vanaf 2016)